# Jókame no szemi
A Jókame no szemi (magyar címe nincs, a 八日目の蟬 alakban írt japán cím jelentése: nyolc napos kabóca) egy 2011-ben bemutatott japán filmdráma Narusima Izuru rendezésében. Az alkotás témája egy lány, akit néhány hónapos korában egy nő elrabolt anyjától, és négy éven át saját gyermekeként gondozta és nevelte, majd visszakerült valódi családjához.
A mű többet is elnyert a Japán Filmakadémia díjai közül, győzött például a legjobb film kategóriában is.

## Cselekmény
|  | Alább a cselekmény részletei következnek! |

A film főszereplője egy Akijama Erina nevű lány. Az első jelenet egy bírósági tárgyaláson játszódik, amikor Erina négyéves. Itt derül ki, mi történt eddig: egy Nonomija Kivako nevű nő, aki korábban terhességmegszakításon esett át, és többé nem lehetett gyermeke, egy esős napon bemászott az Akijama család házának ablakán, és elrabolta az ott egyedül levő, néhány hónapos Erinát. Négy év múlva megtalálták őket, a gyermek visszakerült valódi szüleihez, a tárgyaláson pedig a gyermekrablót elítélik.
A film ezután két fő idősíkon játszódik egyszerre: egyrészt sokat megtudunk arról a négy évről, amíg a kislányt Kivako nevelte, másrészt a lány fiatalfelnőtt-korából is láthatunk jeleneteket.
A rablás után Kivako a gyermeknek új nevet ad, és ezentúl Kaorunak szólítja. Kezdetben, tapasztalat és apa híján sok nehézsége van a sokat síró babával, de ennek ellenére sajátjaként szereti a kislányt, és próbál mindent megadni neki, amit tud. Egy nap véletlenül találkozik egy Eszter álnevet viselő apácaszerű nővel, akiről kiderül, hogy egy Angyalház nevű nőotthonban dolgozik, ahova a Kivakóhoz hasonló egyedülálló, nehézségekkel küzdő anyákat is várják. Kivako úgy dönt, elmegy az Angyalházba, ám kiderül, hogy ezt valami furcsa vallási szekta működteti, akik ószövetségi nevekkel látják el a bentlakókat, és nem engedik őket a külvilággal érintkezni. A kis Kaoru legjobb barátnője egy Maron névre átnevezett, nála néhány évvel idősebb lány lett, akivel sokat játszik, ám néhány év múlva pótanyja annyira megelégeli a környezetet, hogy úgy dönt, megszöknek. Egyik bent lakó társuk egy üzenetet hagy nekik, ami elvezeti őket az illető Kagava prefektúrához tartozó Sódosima nevű szigeten élő családjához, ahol új életet kezdenek. A kis, viszonylag zárt közösségben Kivako nem fél attól, hogy felismerik, és a hatóságok elfogják, így boldogan él a kislánnyal, akinek megmutatja a világ természeti szépségeit és a néhány hagyományos japán szokást is. Ám az egyik ilyen alkalommal, amikor egy teraszos rizsföldön tartanak fáklyás felvonulást a kártevők elűzéséért, egy újságíró lefényképezi őket, és bekerülnek az újságba. Kivako azonnal rádöbben, hogy innentől vége a nyugalmának, fel fogják ismerni, és megtalálják. Amikor már éppen hajóra szállna a gyerekkel, hogy új helyre költözzenek, valóban megérkezik a rendőrség és a gyermekvédelmi hatóság, akik szétválasztják őket, a gyermeket pedig visszajuttatják valódi anyjához. Új (pontosabban igazi) családját azonban nehezen tudja megszokni, nem tud úgy tekinteni új nevelőire, mint szüleire, egyszer még el is fut otthonról.
A történet másik fő része akkor játszódik, amikor Erina már fiatal felnőtté vált. Egy Andó nevű, szintén fiatal újságírónő már-már „erőszakos” módon követni kezdi, hogy meséljen neki részleteket az elrablásáról. Kezdetben Erina csak annyit mond, hogy nem emlékszik semmire, de később régi, ráhagyott újságcikkek segítségével mégis feltár több részletet, Andóval pedig össze is barátkozik. Eközben azonban Erinának viszonya van egy házas férfival is, akitől gyermeke fogan. Amikor ez kiderül, el akarja pusztíttatni a magzatot, de amikor a klinikán meglátja az ultrahangos felvételt, elérzékenyül, és úgy dönt, megtartja a babát, megszüli, és megmutatja neki a világban rejlő szépségeket. Andó ráveszi arra, hogy keressék fel Erina gyermekkorának helyszíneit, többek között az Angyal-házat is. Ekkor derül ki, hogy miért ez a nagy érdeklődés Erina iránt: Andó nem más, mint Erina Angyal-házbeli legjobb barátnője, Maron. Elmennek együtt az Angyal-házhoz, amely azóta már rég bezárt, majd felkeresik a Sódosimai házat is, ahol Erináék sokáig éltek. A lányt a rég nem látott helyszínek láttán erős érzelmek fogják el, amikor pedig a kikötőben ahhoz a helyhez ér, ahol akkor állt, amikor elszakították nevelőanyjától, még a szeme is könnybe lábad. A film záró jelenetében arról beszél Andónak, hogy megszületendő gyermekét már most mennyire szereti, pedig még az arcát sem látta soha, majd felteszi a kérdést, hogy miért van ez.
Az eredeti cím, a „nyolc napos kabóca” onnan ered, hogy a szereplők – többször megemlítve azokat a kabócákat, amelyek kifejlett állapotban már csak hét napig élnek a világban – önmagukat olyan kabócákhoz hasonlítják, amelyek megérték a nyolcadik napot, és minden társuk elpusztult már.
|  | Itt a vége a cselekmény részletezésének! |

## Szereplők
- Inoue Mao ... Akijama Erina
- Nagaszaku Hiromi ... Nonomija Kivako
- Vatanabe Konomi ... Kaoru (a gyermek Erina)
- Morigucsi Jóko ... Akijama Ecuko, a valódi anya
- Koike Eiko ... Andó

## Díjak és jelölések
| 2012 | A japán filmakadémia díja | Legjobb film               |                       | Elnyerte |
| 2012 | A japán filmakadémia díja | Legjobb rendező            | Narusima Izuru        | Elnyerte |
| 2012 | A japán filmakadémia díja | Legjobb forgatókönyv       | Okudera Szatoko       | Elnyerte |
| 2012 | A japán filmakadémia díja | Legjobb színésznő          | Inoue Mao             | Elnyerte |
| 2012 | A japán filmakadémia díja | Legjobb női mellékszereplő | Nagaszaku Hiromi      | Elnyerte |
| 2012 | A japán filmakadémia díja | Legjobb zene               | Jaszukava Goró        | Elnyerte |
| 2012 | A japán filmakadémia díja | Legjobb operatőr           | Fudzsiszava Dzsunicsi | Elnyerte |
| 2012 | A japán filmakadémia díja | Legjobb világítás          | Kanazava Maszao       | Elnyerte |
| 2012 | A japán filmakadémia díja | Legjobb hang               | Fudzsimoto Kenicsi    | Elnyerte |
| 2012 | A japán filmakadémia díja | Legjobb szerkesztés        | Szandzsó Csisze       | Elnyerte |
| 2012 | A japán filmakadémia díja | Legjobb női mellékszereplő | Koike Eiko            | Jelölés  |
| 2012 | A japán filmakadémia díja | Legjobb művészeti rendezés | Macumoto Csie         | Jelölés  |
| 2012 | A japán filmakadémia díja | Az év újonca               | Vatanabe Konomi       | Jelölés  |
| 2012 | Kinema Dzsunpó-díj        | Legjobb színésznő          | Nagaszaku Hiromi      | Elnyerte |
| 2012 | Kinema Dzsunpó-díj        | Legjobb női mellékszereplő | Koike Eiko            | Elnyerte |
| 2011 | Nikkan Szupócu-filmdíj    | Legjobb új tehetség        | Inoue Mao             | Elnyerte |